# Jerzy Głowacki
Jerzy Władysław Głowacki (* 26. Juni 1950 in Kalisz; † 11. Januar 2022 in Albuquerque, Vereinigte Staaten) war ein polnischer Radrennfahrer und nationaler Meister im Radsport.

## Sportliche Laufbahn
Głowacki war Bahnradsportler und auch im Straßenradsport aktiv. Er war Teilnehmer der Olympischen Sommerspiele 1972 in München. In der Mannschaftsverfolgung kam der polnische Vierer mit Paweł Kaczorowski, Jerzy Głowacki, Bernard Kręczyński, Mieczysław Nowicki und Janusz Kierzkowski auf den 4. Platz. Głowacki wurde im Rennen um die Bronzemedaille nicht eingesetzt.
1971 gewann er die nationale Meisterschaft in der Einerverfolgung vor Bernard Kręczyński. 1971 und 1975 wurde er Meister in der Mannschaftsverfolgung, 1971 im Zweier-Mannschaftsfahren mit Bernard Kręczyński und 1976 mit seinem Bruder Tadeusz Glowacki. 1972 wurde er Vize-Meister im Zweier-Mannschaftsfahren und im Mannschaftszeitfahren. Dritte Plätze bei nationalen Meisterschaften holte er in der Einerverfolgung 1970, 1972 und 1973 sowie im Punktefahren 1970 und 1973 und 1977 im Zweier-Mannschaftsfahren.
Bei den UCI-Bahn-Weltmeisterschaften 1971 wurde er Vierter in der Einerverfolgung. Nach seiner aktiven Karriere übersiedelte er nach Österreich und später in die USA und lebte in Albuquerque.